# The Singles (album Dżemu)
The Singles – album kompilacyjny zespołu Dżem wydany w styczniu 1992 roku, nakładem wydawnictwa Sonic.
Nagrań dokonano w studiu Polskiego Radia w Katowicach w dniach 7–8 stycznia 1981 roku (1, 2), w studiu Tonpress KAW w Warszawie w dniach 9–13 kwietnia 1984 roku (3, 4), w studiu Polskich Nagrań w Warszawie w dniach 28 stycznia – 18 lutego 1985 roku (6), w studiu Programu Trzeciego Polskiego Radia w Warszawie w dniach 6–7 sierpnia 1985 roku (5), podczas koncertów w Teatrze STU w Krakowie 9 grudnia 1985 roku (7, 8), w studiu „Giełda” Polskiego Radia w Poznaniu w dniach 3–8 marca 1986 roku (9, 10), w studiu JM Audio Jacka Mastykarza w Krakowie w lutym i marcu 1994 roku (11) oraz w drugiej połowie listopada i na początku grudnia 1994 roku (12).
Realizacja dźwięku – Zbigniew Malecki i Bogdan Starzyński (1, 2), Włodzimierz Kowalczyk (3, 4), Rafał Paczkowski (5), Krystyna Urbańska i Maria Olszewska (6), Jacek Mastykarz i Piotr Brzeziński (7, 8), Piotr Madziar przy współpracy Jacka Frączka (9, 10), Piotr Brzeziński przy współpracy Wojciecha Siwieckiego (11, 12).
Projekt okładki – Alek Januszewski.
Album uzyskał certyfikat platynowej płyty.

## Lista utworów
1. „Paw” (Adam Otręba, Andrzej Urny – Ryszard Riedel, Kazimierz Gayer) – 6:04
2. „Whisky” (Adam Otręba, Ryszard Riedel – Ryszard Riedel, Kazimierz Gayer) – 5:28
3. „Dzień, w którym pękło niebo” (Paweł Berger, Ryszard Riedel – Ryszard Riedel) – 4:21
4. „Wokół sami lunatycy” (Jerzy Styczyński, Ryszard Riedel – Ryszard Riedel) – 3:34
5. „Skazany na bluesa” (Dżem – Ryszard Riedel) – 5:29
6. „Mała Aleja Róż” (Adam Otręba, Ryszard Riedel – Ryszard Riedel) – 5:14
7. „Człowieku co się z tobą dzieje” (Dżem – Kazimierz Gayer) – 3:07
8. „Czerwony jak cegła” (Ryszard Riedel, Jerzy Styczyński – Kazimierz Galaś) – 5:24
9. „Ostatni ciężki rok” (Jerzy Styczyński – Kazimierz Galaś, Ryszard Riedel) – 3:57
10. „Nie jesteś taki jak dawniej” (Rafał Rękosiewicz – Ryszard Riedel) – 3:33
11. „Naiwne pytania” (Beno Otręba – Ryszard Riedel) – 5:36 (bonus)
12. „Zapal świeczkę” (Adam Otręba – Dariusz Dusza) – 3:21 (bonus)

## Muzycy
- Ryszard Riedel – śpiew, harmonijka ustna (1, 2, 3, 4, 5, 6, 7, 8, 9, 10, 11)
- Beno Otręba – gitara basowa
- Paweł Berger – instrumenty klawiszowe
- Michał Giercuszkiewicz – perkusja (1, 2, 3, 4, 5, 6, 7, 8)
- Adam Otręba – gitary
- Jerzy Styczyński – gitary (3, 4, 5, 6, 7, 8, 9, 10, 11, 12)
- Marek Kapłon – perkusja (5, 6, 9)
- Andrzej Urny – gitara (1, 2)
- Zbigniew Szczerbiński – perkusja (11, 12)
- Jacek Dewódzki – śpiew (12)

oraz gościnnie
- Apostolis Antymos – gitara, instrumenty perkusyjne (1)
- Adam „Egon” Gromada – saksofon (11)
- Aleksander Korecki – saksofon (9)
- Krzysztof Przybyłowicz – perkusja (9, 10)
- Rafał Rękosiewicz – instrumenty klawiszowe (3, 4, 6)

## Wydawnictwa
CD Sonic Records SON-3, wydanie pilotażowe (niski nakład) LASERDISC ALCOM (USA)
CD Sonic SON-003; styczeń 1992
MC Dum Dum Records DDR002; czerwiec 1992
MC Ania Box Music ABM MC-041; maj 1995
CD Box Music BSCD-008; listopad 1997
MC Box Music BSMC-008; listopad 1997
CD Box Music / Pomaton EMI 7243 5 24926 2 6; 26 lutego 2000
MC Box Music / Pomaton EMI 7243 5 24926 4 0; 26 lutego 2000
CD Dżem / Pomaton EMI 5936922; 2003